# ギヤ・カンチェリ
ギヤ・カンチェリ（またはギア・カンチェリ、カンチェーリ、Giya Kancheli, グルジア語：გია ყანჩელი, 1935年8月10日 - 2019年10月2日）は、ジョージア（グルジア）出身の作曲家。

## 概要
カンチェリの音楽はアルヴォ・ペルトやジョン・タヴナーといった作曲家たちと較べられる。カンチェリの音楽の中には民族的・宗教的発想がいくつか見られる。
交響曲の中のカンチェリの音楽言語は一般に、長く・抑えた・苦しそうな弦の不協和音に対して、遅い短調の旋律の断片から成っている。楽節には時に勇ましい金管楽器と打楽器が差し挟まれる。一部の批評家たちはカンチェリの音楽を語るのに映画用語を使っている。たとえば、カンチェリの音楽のいたるところに見られるはっきりしない転調は「ディゾルブ（溶暗）」、『交響曲第6番』などに使われた長い1/3のクレッシェンドを「ズーム」、『交響曲第5番』の冒頭で静寂が突然大音量に変わるのは「ストレートカット」などである。ロディオン・シチェドリンはカンチェリのことを「マキシマリストの気質を備えた禁欲主義。控えめのヴェスヴィオ」と語った。

## 活動
カンチェリは7つの交響曲や、（カンチェリ自身の言葉では）ヴィオラと管弦楽のための典礼『風は泣いている』を作曲した。
『交響曲第4番』は1978年1月、ユーリ・テミルカーノフ指揮フィラデルフィア管弦楽団によってアメリカ初演が行われたが、間もなくソビエト文化に対するアメリカ合衆国の文化的凍結がはじまった。カンチェリが再び西側に出られるようになったのはグラスノスチのおかげで、ヨーロッパやアメリカでの上演とともに、カンチェリは頻繁に作品の委嘱を受けるようになったが、直接の西側への紹介はヘルムート・ラッヘンマンが当時サンクトペテルブルクに招待されたとき耳にした彼の作品で、そのまま直ちにドイツの南ドイツ放送のFMプロダクションのプログラムに組み入れられ、交響曲などがすぐに委嘱されすぐに初演された。
『交響曲第7番』には「Epilogue（エピローグ）」という副題が強調されて付けられ、それ以降「交響曲」という名前のつく曲は書いていない。しかし、管弦楽曲の作曲は続けていて、交響曲第8番と言ってもいいくらいの『Trauerfarbenes Land』を書いている。
カンチェリは国際的な支持を受けており、デニス・ラッセル・デイヴィス、ヤンスク・カヒッゼ（Jansug Kakhidze）、ギドン・クレーメル、ユーリ・バシュメット、キム・カシュカシャン、ムスティスラフ・ロストロポーヴィチ、クロノス・クァルテットが好んでその作品を取り上げている。カンチェリの作品の世界初演がシアトルで、しかもクルト・マズア指揮ニューヨーク・フィルハーモニックで行われたこともあった。定期的な委嘱作品も続けている。近作も続々CDリリースされていて、特にECMから発売されている。
ジョージア本国では、カンチェリは舞台作品で有名で、カンチェリの音楽作品の多くはそこから引き出されている。1971年より20年間にわたって、トビリシのルスタヴェリ劇場の音楽監督を務めていた。カンチェリのオペラ『Music for the living』は演出家のルスタヴェリ劇場監督Robert Sturua（en:Robert Sturua）とのコラボレーションで、1984年6月の初演以来、ヨーロッパおよびソビエト連邦で賞賛を受けてきた。1999年12月にはヴァイマル（ワイマール）のドイツ国民劇場（en:Deutsches National Theater）で再演された。また、カンチェリは12本の映画音楽も手掛けており、ロシア語圏では有名だが、それ以外ではあまり知られていない。その中には、ゲオルギー・ダネリヤ（en:Georgi Daneliya）監督のSF映画『不思議惑星キン・ザ・ザ』もある。
1991年以降、カンチェリは西ヨーロッパに活動の拠点を置いていた。最初はベルリン、1995年以降はアントウェルペンに住み、そこでロイヤル・フランダース・フィルハーモニー管弦楽団のためのコンポーザー・イン・レジデンス（composer-in-residence）を務めた。
2019年10月2日、故郷のトビリシにて心臓病のために亡くなった。84歳没。

## 代表作

### 交響曲
- 交響曲第1番（1967年）
- 交響曲第2番『歌々』（1970年）
- 交響曲第3番（1973年）
- 交響曲第4番『ミケランジェロの思い出に』（1974年）
- 交響曲第5番『私の両親の思い出に』（1977年）
- 交響曲第6番（1978年 - 1980年）
- 交響曲第7番『Epilogue』（1986年）

### 管弦楽曲
- 管弦楽のための協奏曲（1961年）
- 風は泣いている（Vom Winde Beweint）ヴィオラと管弦楽のための典礼（1989年）
- Rokwa（1999年）
- Styx（1999年）
- al niente（2000年）

### 室内楽曲
- モーニング・プレイアーズ（Morning Prayers）室内管弦楽とテープのための（1990年）
- Midday Prayers for soprano, clarinet and chamber orchestra（1990年）
- ナイト・プレアーズ（Night Prayers）弦楽四重奏のための（1992年）
- Caris Mere for soprano and viola（1994年）
- Valse Boston for piano and strings（1996年）
- Instead of a Tango for violin, bandoneon, piano and double bass（1996年）
- In L'Istesso Tempo for piano quartet（1997年）
- Sio for strings, piano and percussion（1998年）

### 声楽曲/オペラ
- オペラ『Music for the living』（1982年 - 1984年、2幕）
- Bright Sorrow Requiem (to the 40th Anniversary of the Victory over Fascism) （1984年）
- Evening Prayers for eight alto voices and chamber orchestra（1991年）
- Psalm 23 for soprano and chamber orchestra（1993年）
- Lament, concerto for violin, soprano and orchestra（1994年）
- Exil,fur sopran,instrumente und tonband（1994年）（ソプラノ、器楽とテープのための、詩篇第23章とパウル・ツェラン、ハンス・ザールの詩による）
- Diplipito for cello, counter-tenor and chamber orchestra（1997年）
- And Farewell Goes Out Sighing... for violin, countertenor and orchestra（1999年）
- Styx for viola, mixed choir and orchestra（1999年）

### 映画音楽
- 不思議惑星キン・ザ・ザ（1986年）